# Схоньянс, Антони
Антони Схоньянс по прозванию Пархасиус (нидерл. Anthoni Schoonjans, Parhasius; 1655 — 13 августа 1726) — фламандский живописец, известный портретами и картинами на исторические сюжеты. После обучения в Антверпене работал в разных странах Европы, включая Францию, Италию, Германию, Австрию, Голландскую Республику и Данию. Он был придворным художником в Вене, Копенгагене, Берлине и Дюссельдорфе.

## Биография
Схоньянс родился в Нинове в семье виноторговца Иоанна Схоньянса и Анны де Грюйтере и был крещён 5 марта 1655 года. В 1668—1669 годах в Антверпене он стал учеником Эразма Квеллина Младшего и сына этого мастера Яна-Эразма Квеллина. С 1674 по 1677 год художник проживал в Реймсе, а также некоторое время провёл в Париже.
Антони покинул Францию и с 6 января 1675 года жил в Риме, где познакомился с искусством итальянского барокко. В Риме он делил жильё на Виа Маргутта с живописцем цветочных натюрмортов Карелом ван Фогеларом. В 1674 году он присоединился к обществу «Перелётные птицы» (нидерл. Bent vogels — перелётные птицы, или нидерл. Bentvueghels — «птицы пера») — сообществу, или «братству», иностранных художников, прибывавших в католический Рим из северных стран (главным образом из Нидерландов и Германии). Согласно правилам общества, он взял себе новое, «кривое» имя Parhasius, вероятно, в честь известного художника конца V века до н. э., работавшего в Афинах.
К 1693 году Схоньянс переехал в Вену, где в 1695 году стал придворным художником императора Леопольда I. В этот период его учеником был швейцарский художник Георг Гзелль, известный тем, что позднее работал в России.
В апреле 1696 года Схоньянс отправился во Франкфурт-на-Майне, Кассель и Гамбург вместе с голландским художником Яном Франсом ван Дувеном. 26 апреля 1696 года он прибыл в Копенгаген. Схоньянс был приглашён датским двором, чтобы написать портреты королевской семьи. Позднее он вернулся в Вену, где в 1695 году женился на оперной певице Марии Регине Швейцер. Он написал алтарную картину «Мученичество Святого Себастьяна» для церкви Святого Роха и «Посещение Марией Елизаветы» для собора Святого Стефана в Вене.
В 1702 году Схоньянс с супругой отправились в Берлин, по-видимому, по приглашению королевы Софии Шарлотты Прусской. Во время пребывания в Берлине Схоньянс обещал королеве Софии Шарлотте расписать потолок, комнаты и галереи дворца Шарлоттенбург, её резиденции в Берлине. В мае 1703 года он отправился в Гаагу, где остановился у ювелира по имени Спик, которого знал по пребыванию в Риме. Позже он уехал в Амстердам, где прожил год. София Шарлотта через посредников просила позвать этого «странного человека» обратно в Берлин. Королева была в первую очередь заинтересована в возвращении художника, но также хотела видеть при своём дворе его жену, чьи певческие способности ей особенно нравились. Для королевы Схоньянс написал портреты её сына, а также композиторов Джованни Бонончини и Аттилио Ариости.
В 1704 году художник отправился в Англию, где расписал лестницу в Монтегю-хаусе, Блумсбери, а также написал портрет некоего доктора Петерса. Позже он переехал в Дюссельдорф, чтобы работать при дворе Иоганна Вильгельма, курфюрста Пфальцского, который был известным любителем искусства и приглашал к своему двору голландских и фламандских художников. Он написал портрет монарха и его супруги. В этот период он сделал много рисунков, многие из которых до сих пор находятся в Музее Кунстпаласт в Дюссельдорфе. После смерти курфюрста Иоганна Вильгельма в 1716 году Схоньянс вернулся в Вену. Он также работал в Словении в «Церкви Крижанке» вместе с Иоганном Михаэлем Роттмайром. В 1726 году он упоминается в Брно (Чехия), где он написал «Святого Яна Непомуцкого».
Последние годы жизни он провёл в Перхтольдсдорфе. Схоньянс также владел домом в Вене, где он и скончался 13 августа 1726 года.

## Галерея

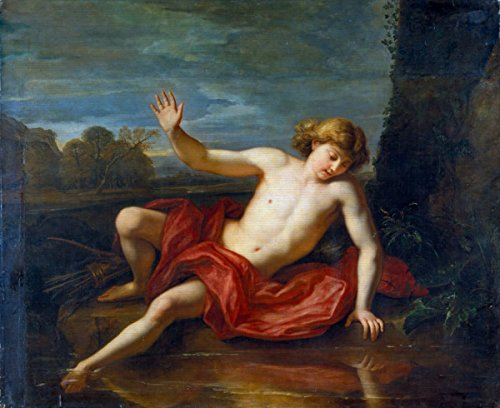
Нарцисс у источника. Между 1670 и 1726. Холст, масло. Баварские государственные собрания картин, Мюнхен
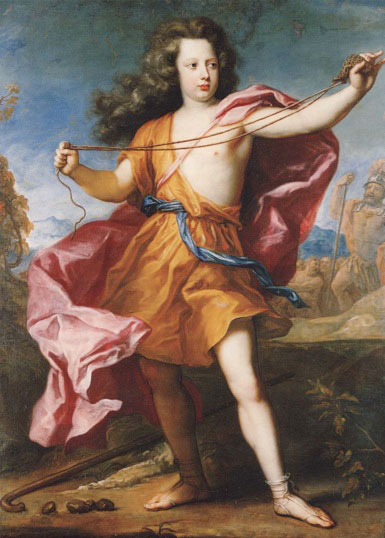
Портрет крон-принца Фредерика Уильяма в образе Давида. 1702. Холст, масло. Шарлоттенбург, Берлин
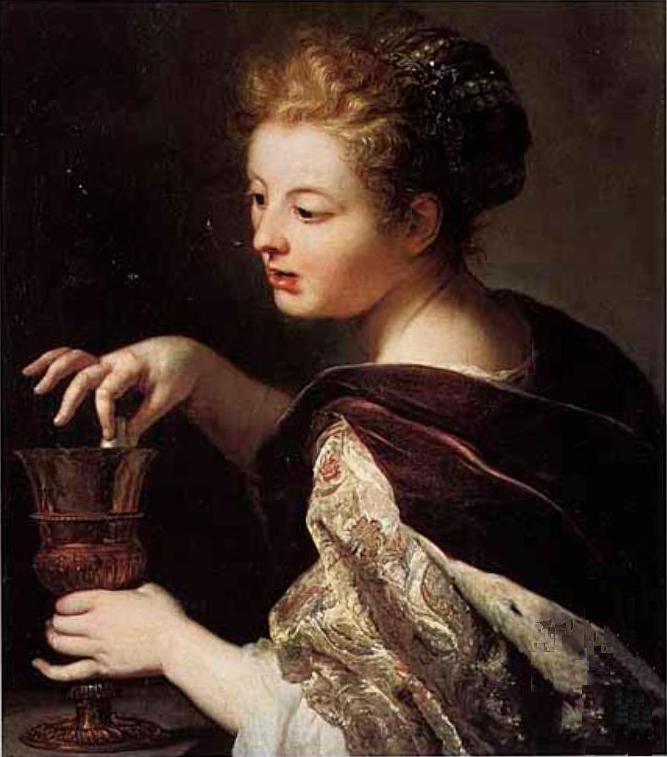
Клеопатра бросает жемчужину в вино.
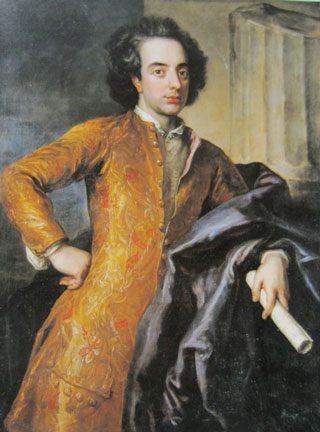
Портрет композитора Джованни Бонончини. Холст, масло. Шарлоттенбург, Берлин
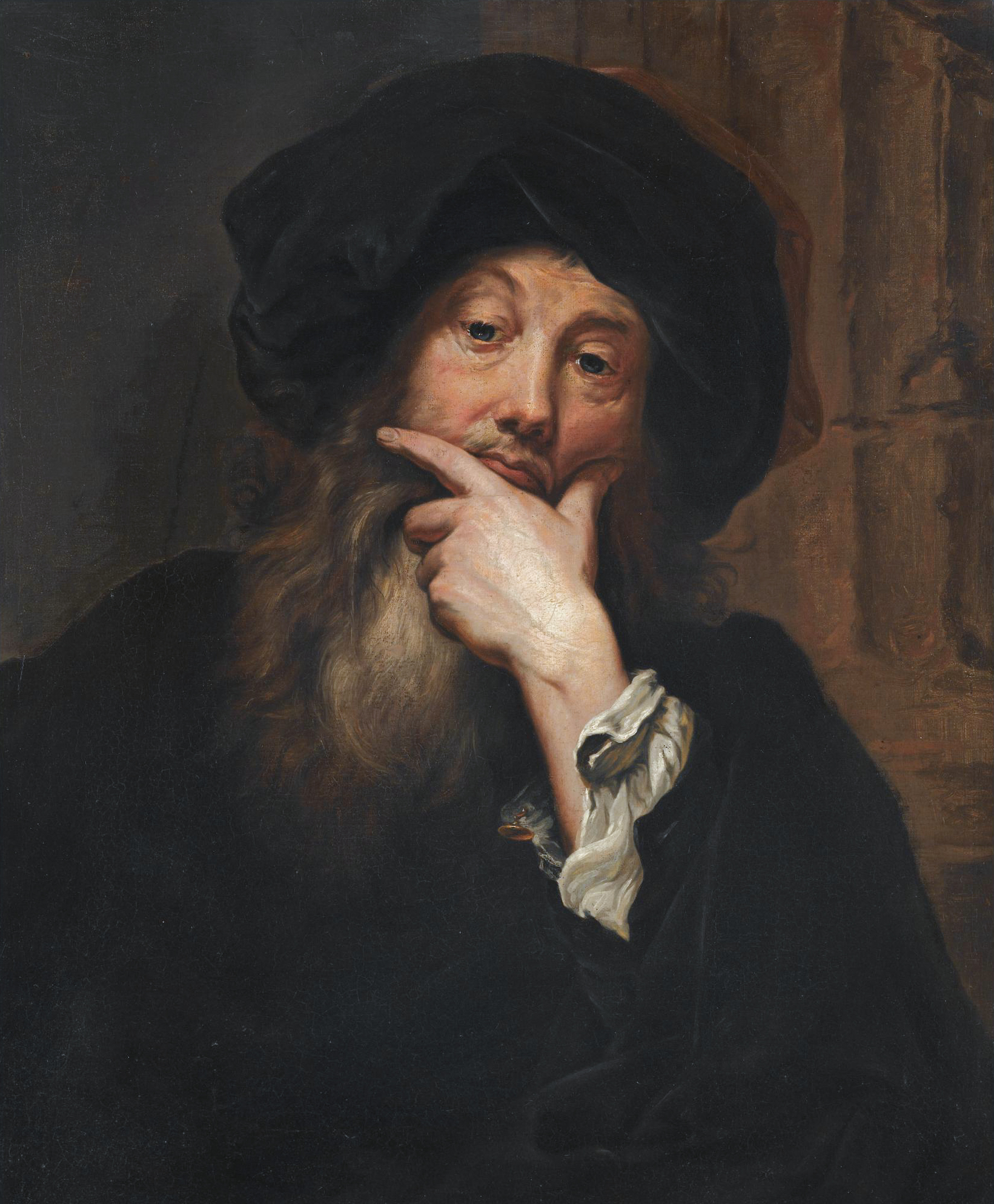
Автопортрет. До 1726. Холст, масло. Частное собрание
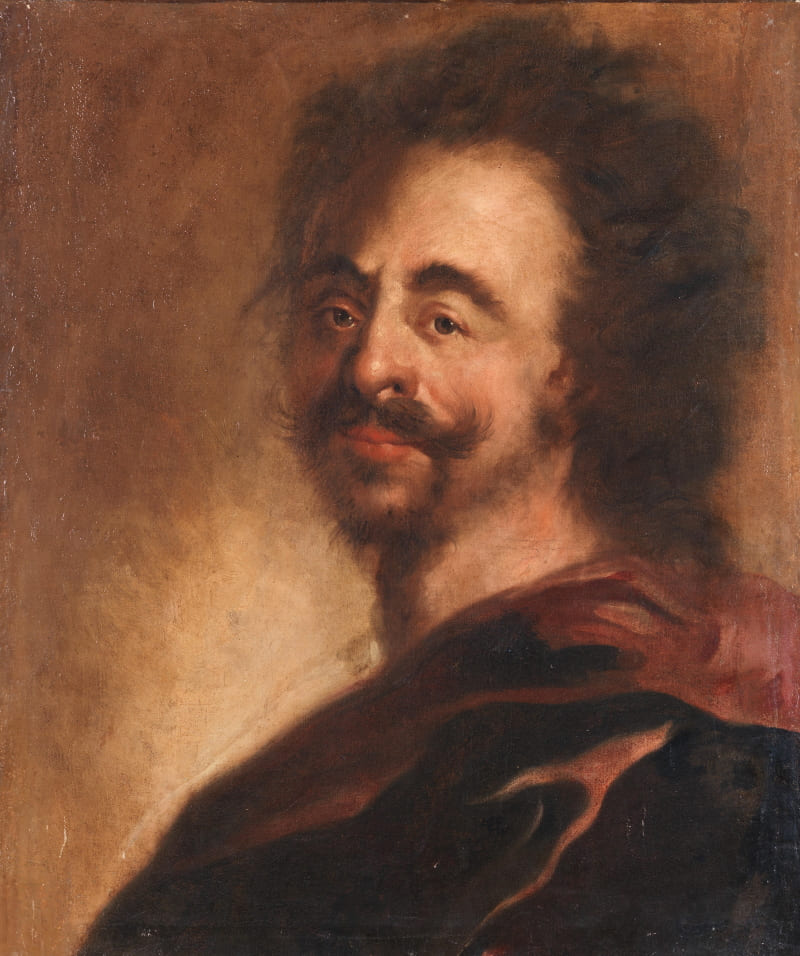
Портрет-пастиччо Петра Великого, императора России. Между 1695 и 1726. Холст, масло. Частное собрание
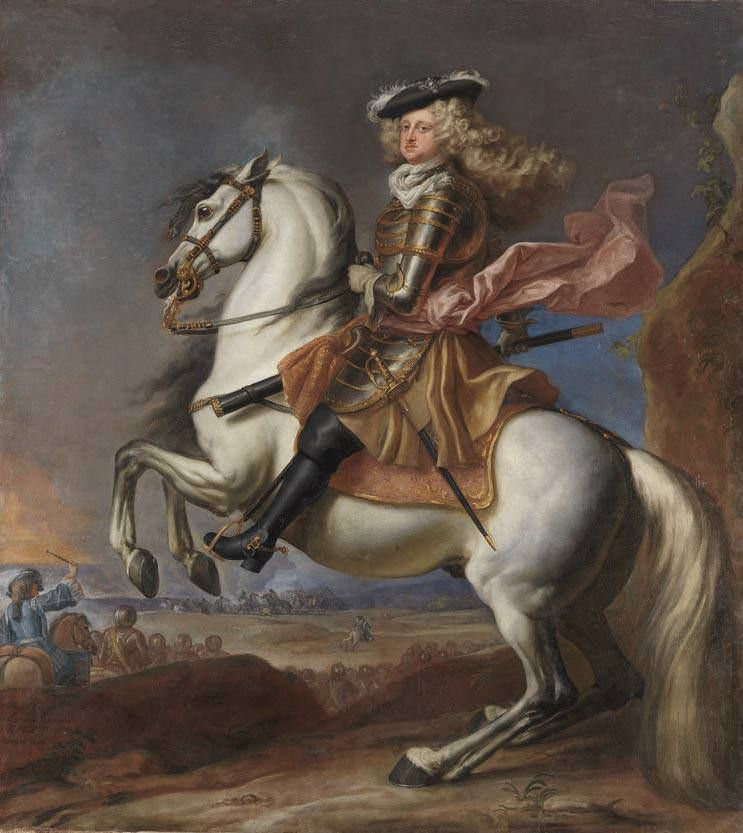
Курфюрст Иоганн Вильгельм верхом. 1702. Холст, масло. Старая пинакотека, Мюнхен